# Unidade de formação de colônias
Em microbiologia, a Unidade Formadora de Colónias (UFC;  em inglês, colony forming unit, CFU)  é uma unidade de medida usada para estimar o número de bactérias ou fungos viáveis - isto é, capazes de se multiplicar mediante fissão binária sob condições controladas - de uma amostra.  Portanto, na contagem UFC  de uma cultura de micróbios somente as células viáveis são consideradas, enquanto que, no exame microscópico só são contadas células vivas e mortas. Uma colónia, dentro de uma cultura de células, deve apresentar crescimento significativo, embora, na contagem de colónias, não seja possível saber se uma colónia surgiu de uma célula ou de um  grupo de células.   Normalmente, a contagem é realizada em uma placa de Petri contendo  ágar. O método é geralmente utilizado para a enumeração de microorganismos em alimentos, solo, água e em análises clínicas. 
Geralmente o resultado da contagem é expresso em  UFC/mL ou UFC/g.

## Métodos de Contagem
As unidades formadoras de colônias são usadas para quantificar resultados em muitos métodos microbiológicos de semeadura e contagem, incluindo:
- O método de plaqueamento por vazamento, onde a amostra é suspensa em uma placa de Petri usando ágar derretido, resfriado a cerca de 40-45 °C (logo acima do ponto de solidificação, para minimizar a morte celular por calor). Após a solidificação do ágar nutritivo, a placa é incubada.[2]
- O método de espalhamento em placa, onde a amostra (em pequeno volume) é distribuída na superfície de uma placa com ágar nutritivo e seca antes da incubação para contagem.[3]
- O método de filtração por membrana, onde a amostra é filtrada através de um filtro de membrana, e o filtro é então colocado na superfície de uma placa de ágar nutritivo.[4] Durante a incubação, os nutrientes lixiviam através do filtro, sustentando as células em crescimento. Como a área da superfície da maioria dos filtros é menor do que a de uma placa de Petri padrão, o intervalo linear de contagem da placa será menor.
- Os métodos de Miles e Misra ou o método de placa por gotejamento, onde uma pequena alíquota (geralmente cerca de 10 microlitros) de cada diluição em uma série é gotejada em uma placa de Petri.[5] A placa por gotejamento deve ser lida enquanto as colônias são muito pequenas para evitar a perda das UFC à medida que crescem.

No entanto, ao usar métodos que exigem o uso de uma placa de ágar, não se pode usar uma solução líquida, pois a pureza da amostra não pode ser indeterminada, e é impossível contar as células individualmente no líquido.

## Aplicações
As unidades formadoras de colônias são amplamente aplicadas em virologia e microbiologia. As UFC são usadas para quantificar microrganismos viáveis em vários meios, como suplementos probióticos. Nesse caso, as UFC indicam o poder e a eficácia potencial do produto.

## Unidades Alternativas
Em vez de unidades formadoras de colônias, podem ser usadas análises de número mais provável (NMP) e unidades modificadas de Fischman (MFU). O método de número mais provável conta células viáveis e é útil ao contar baixas concentrações de células ou microrganismos em produtos onde partículas tornam a contagem em placa inviável. Unidades modificadas de Fischman consideram as bactérias que são viáveis, mas não cultiváveis.